# Korpus Landwehry Woyrscha

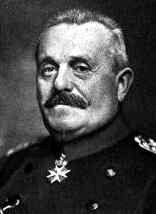
Gen. Remus von Woyrsch, dowódca korpusu

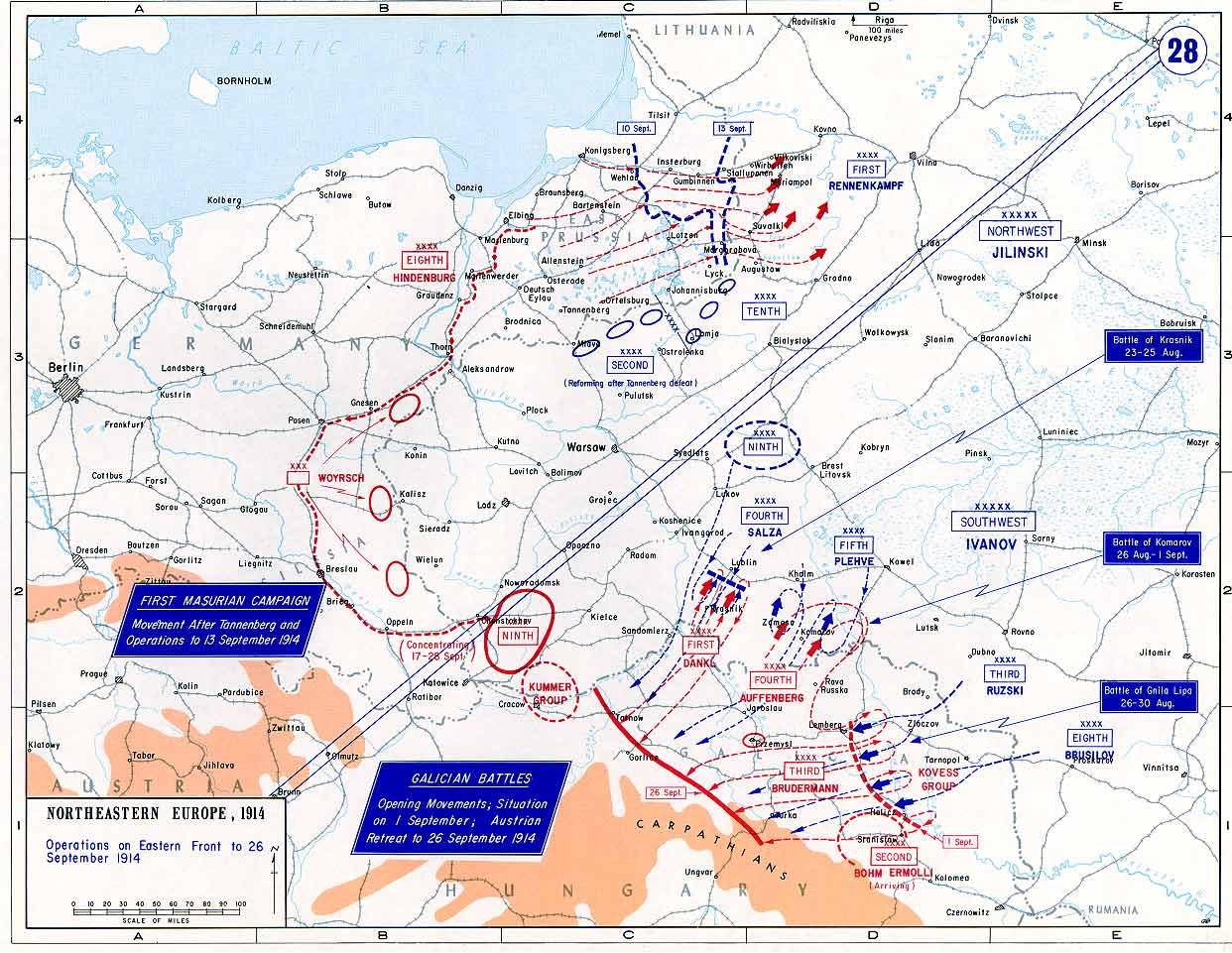
Front wschodni (wrzesień 1914)

Korpus Landwehry Woyrscha tzw. śląski (niem. Landwehrkorps Woyrsch, potocznie: schlesisches Landwehrkorps, potem pn. Armeeabteilung Woyrsch) – korpus obrony krajowej armii niemieckiej podczas I wojny światowej walczący pod dowództwem gen. Remusa von Woyrscha na froncie wschodnim. Został zmobilizowany przez Prusaków, jednak podlegał dowództwu austro-węgierskiemu.

## Skład
Skład Korpusu Landwehry Woyrscha:
- 3 Dywizja Landwehry
  - 17 Brygada Piechoty Landwehry (17. Landwehr-Infanterie-Brigade)
    - 6 Pułk Piechoty Landwehry (Landwehr-Infanterie-Regiment Nr. 6)
    - 7 Pułk Piechoty Landwehry (Landwehr-Infanterie-Regiment Nr. 7)

  - 18  Brygada Landwehry (18. Landwehr-Infanterie-Brigade)
    - 37 Pułk Piechoty Landwehry (Landwehr-Infanterie-Regiment Nr. 37)
    - 46 Pułk Piechoty Landwehry (Landwehr-Infanterie-Regiment Nr. 46)

  - 17 Zapasowa Brygada Piechoty (17. Ersatz-Infanterie-Brigade)
    - 17 Batalion Zapasowy (Brigade-Ersatz-Bataillon Nr. 17)
    - 18 Batalion Zapasowy (Brigade-Ersatz-Bataillon Nr. 18)
    - 19 Batalion Zapasowy (Brigade-Ersatz-Bataillon Nr. 19)
    - 20 Batalion Zapasowy (Brigade-Ersatz-Bataillon Nr. 20)
    - 77 Batalion Zapasowy (Brigade-Ersatz-Bataillon Nr. 77)

  - 1 Pułk Kawalerii Landwehry (Landwehr-Kavallerie-Regiment Nr. 1)
  - 1 bateria Landsturmu (1.Landsturm-Batterie/V.Armeekorps)
  - 2 bateria Landsturmu (2.Landsturm-Batterie/V.Armeekorps)
  - oddział zapasowy (Ersatz-Abteilung/1. Posensches Feldartillerie-Regiment Nr. 20)
  - oddział zapasowy (Ersatz-Abteilung/2. Niederschlesisches Feldartillerie-Regiment Nr. 41)
  - kompania zapasowa (Ersatz-Kompanie/Niederschlesisches Pionier-Bataillon Nr. 5)
- 4 Dywizja Landwehry
  - 22 Brygada Piechoty Landwehry (22. Landwehr-Infanterie-Brigade)
    - 11 Pułk Piechoty Landwehry (Landwehr-Infanterie-Regiment Nr. 11)
    - 51 Pułk Piechoty Landwehry (Landwehr-Infanterie-Regiment Nr. 51)

  - 23 Brygada Piechoty Landwehry  (23. Landwehr-Infanterie-Brigade)
    - 22 Pułk Piechoty Landwehry (Landwehr-Infanterie-Regiment Nr. 22)
    - 23 Pułk Piechoty Landwehry (Landwehr-Infanterie-Regiment Nr. 23)

  - 21 Zapasowa Brygada Piechoty (21. Ersatz-Infanterie-Brigade)